# Combinada nòrdica als Jocs Olímpics d'hivern de 1956

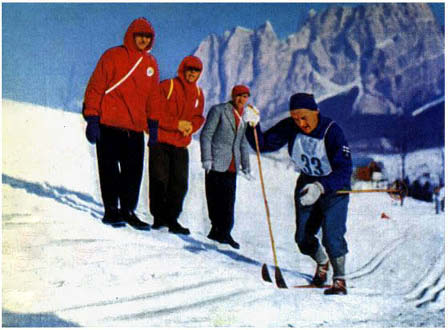
Fotografia d'Sverre Stenersen, guanyador de la medalla d'or en la prova.

Als Jocs Olímpics d'Hivern de 1956 celebrats a la ciutat de Cortina d'Ampezzo (Itàlia) es disputà una prova de combinada nòrdica en categoria masculina.
La competició se celebrà entre els dies 29 (prova de salt amb esquís) i el 31 de gener (prova de 15 quilòmetres d'esquí de fons) de 1956 a les instal·lacions esportives de Cortina d'Ampezzo. En aquesta edició es reduí la distància de la prova d'esquí de fons, passant de 18 quilòmetres a 15.

## Resum de medalles
| Prova     | Or               | Argent         | Bronze          |
| Combinada | Sverre Stenersen | Bengt Eriksson | Franciszek Groń |

## Medaller
| Posició | País    | Or | Argent | Bronze | Total |
| 1       | Noruega | 1  | 0      | 0      | 1     |
| 2       | Suècia  | 0  | 1      | 0      | 1     |
| 3       | Polònia | 0  | 0      | 1      | 1     |
|         |         |    |        |        |       |
| Total   | Total   | 1  | 1      | 1      | 3     |

## Resultats
Resultats dels vuit primers classificats.
| Posició | CON            | Esquiador        | Salt amb esquís | Esquí de fons | Punts   |
| ------- | -------------- | ---------------- | --------------- | ------------- | ------- |
| 1       | Noruega        | Sverre Stenersen | 215,0           | 0:56:18,0     | 455,000 |
| 2       | Suècia         | Bengt Eriksson   | 214,0           | 1:00:36,0     | 437,400 |
| 3       | Polònia        | Franciszek Groń  | 203,0           | 0:57:55,0     | 436,800 |
| 4       | Finlàndia      | Paavo Korhonen   | 196,5           | 0:56:32,0     | 435,597 |
| 5       | Noruega        | Arne Barhaugen   | 199,0           | 0:57:11,0     | 435,581 |
| 6       | Noruega        | Tormod Knutsen   | 203,0           | 0:58:22,0     | 435,000 |
| 7       | Unió Soviètica | Nikołaj Gusakow  | 200,0           | 0:58:17,0     | 432,300 |
| 8       | Itàlia         | Alfredo Prucker  | 201,0           | 0:58:52,0     | 431,100 |